# 二子駅
二子駅（ふたごえき）は、愛知県一宮市萩原町萩原大日2903の3にある名鉄尾西線の駅である。駅番号はBS10。

## 歴史
- 1924年（大正13年）10月1日 - 開業[1]。
- 1944年（昭和19年） - 営業休止[2]。
- 1949年（昭和24年）10月15日 - 営業再開。再開時より無人駅[2]。
- 2007年（平成19年）12月14日 - トランパス導入[3]。
- 2011年（平成23年）2月11日 - ICカードmanaca導入。
- 2012年（平成24年）2月29日 - トランパス供用終了。

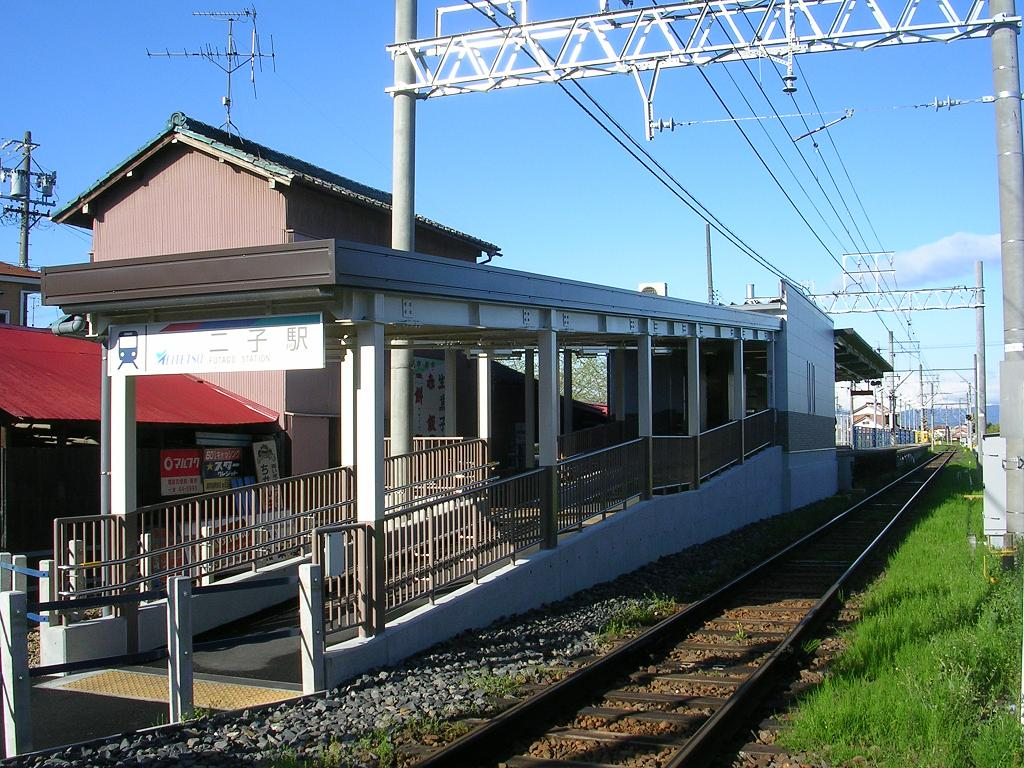
駅に隣接していた和楽屋（2008年）
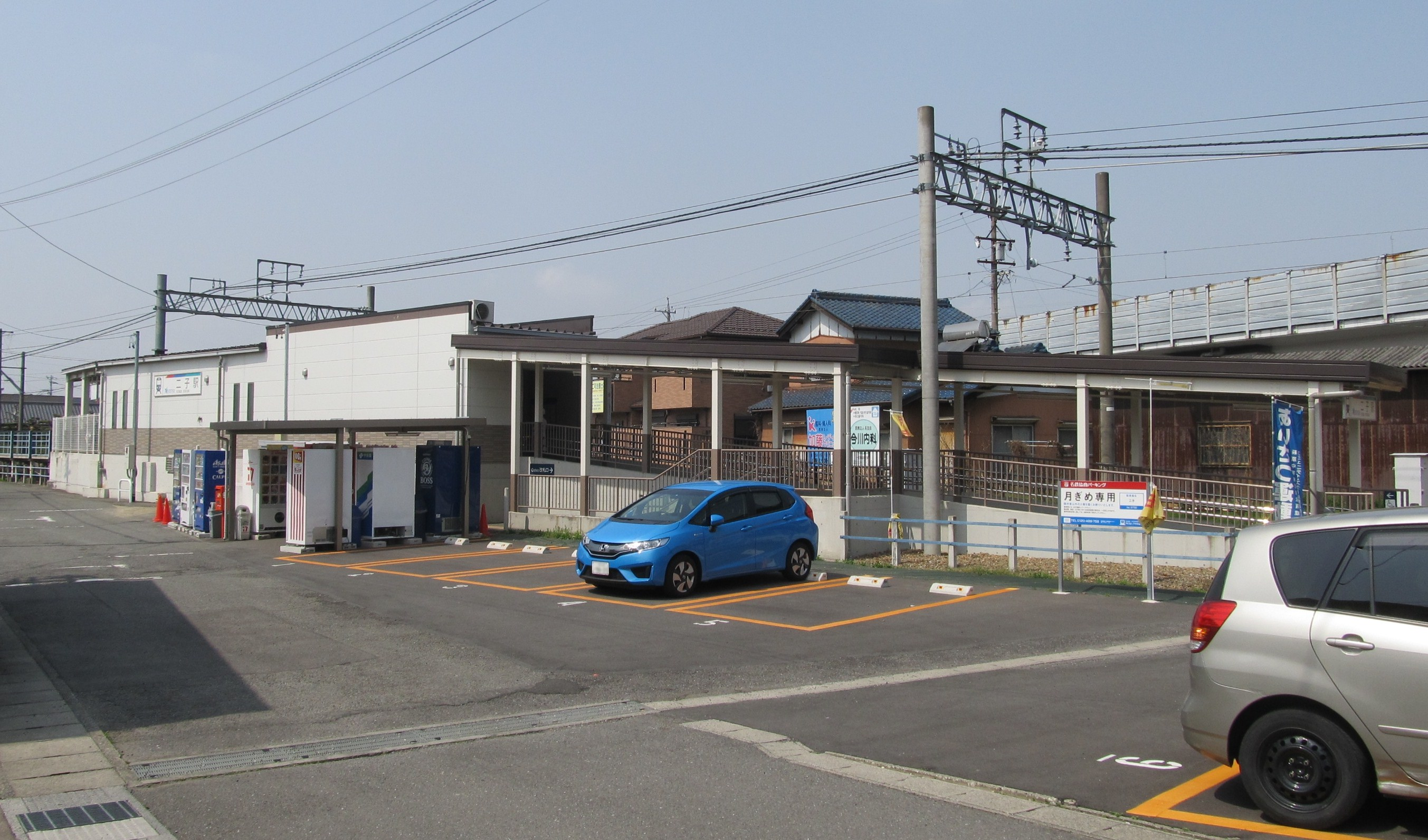
店舗解体後、駐車場となった（2015年）

## 駅構造
85m（4両分）の単式1面1線ホームを持つ地上駅。2007年12月6日より自動改札機・券売機・精算機の使用開始し、同年12月14日よりトランパスを導入した。最寄りに愛知県立一宮西高等学校があり、朝夕は特に学生の利用が多い。
かつては駅に隣接して和菓子屋「和楽屋」があり、切符の委託販売も行っていた。改札口前には自動販売機が9台設置されている。
| 路線                         | 方向 | 行先         | 備考                                         |
| ---------------------------- | ---- | ------------ | -------------------------------------------- |
| BS 尾西線 （名鉄一宮〜津島） | 上り | 名鉄一宮ゆき |                                              |
| BS 尾西線 （名鉄一宮〜津島） | 下り | 津島方面     | 津島経由須ヶ口・名古屋方面の列車は平日朝のみ |

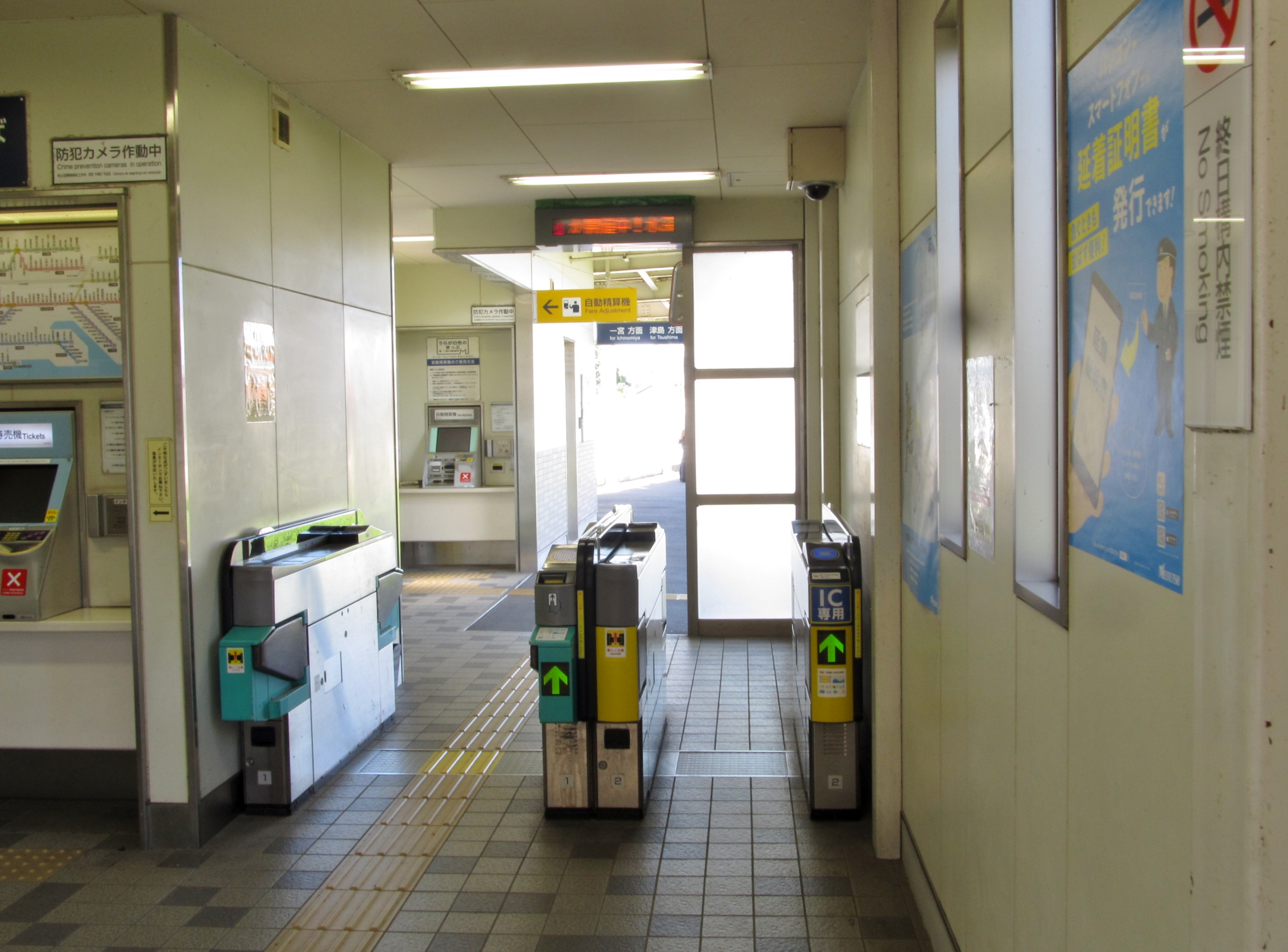
改札口
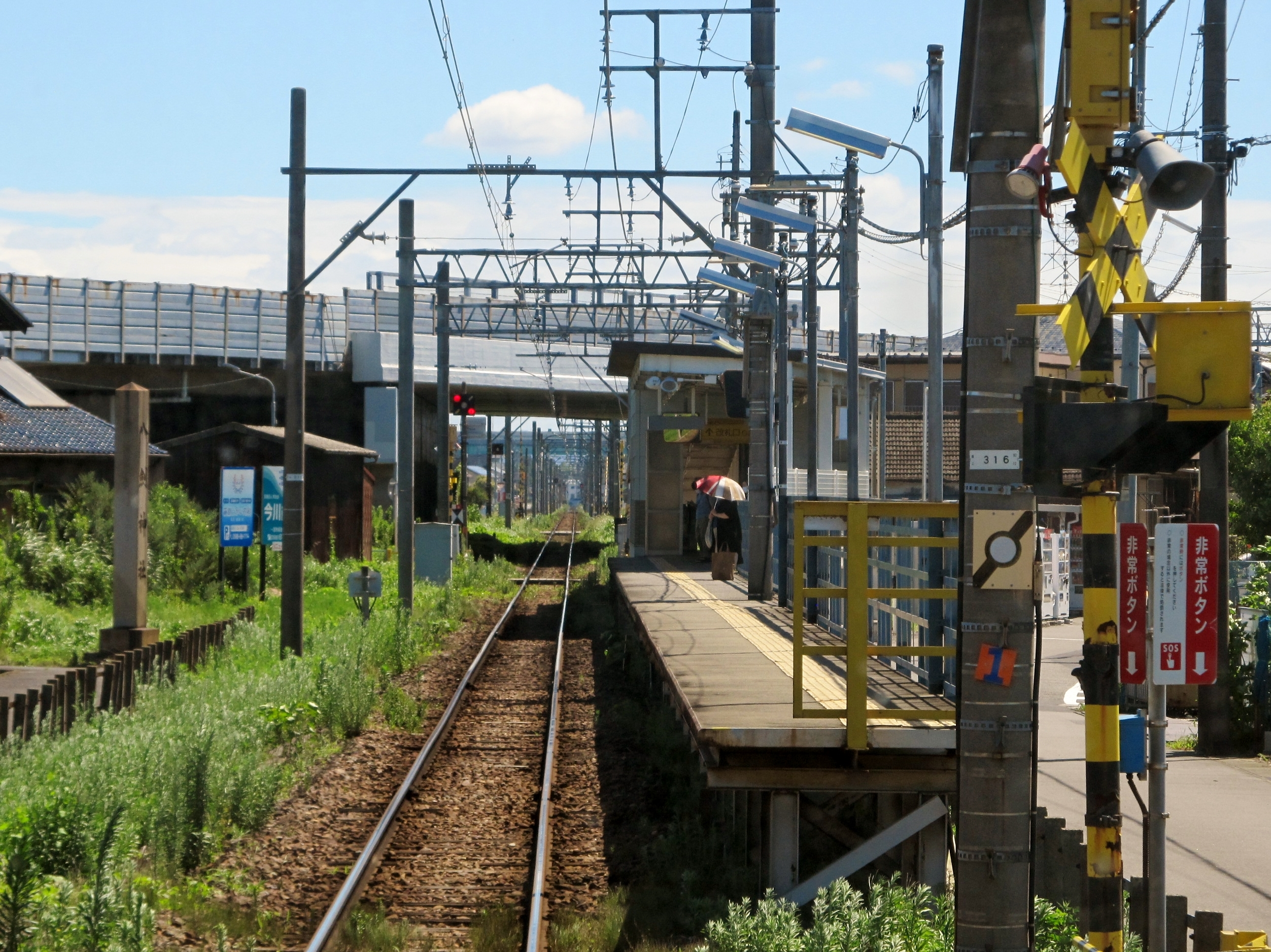
ホーム
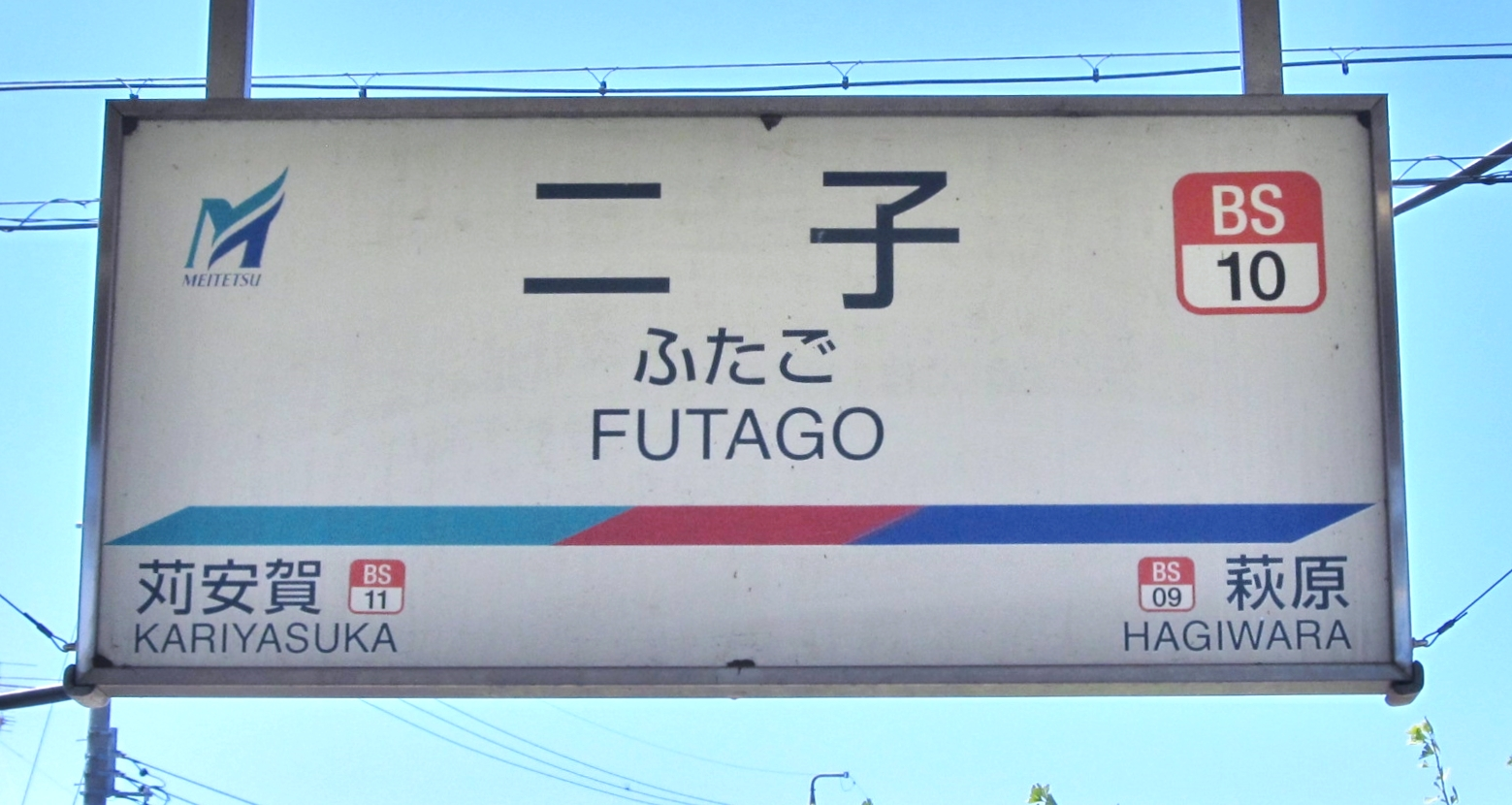
駅名標

### 配線図
| ← 名鉄一宮方面 | 二子駅 構内配線略図 | → 津島方面 |
| 凡例 出典:     |                     |            |

## 駅周辺
- 愛知県立循環器呼吸器病センター（旧：県立尾張病院）
- 愛知県立一宮西高等学校
- 一宮市立萩原中学校
- 名神高速道路
- 国道155号

## バス路線
- iバスミニ「二子駅」停留所（運行はレインボー2西行きとレインボー萩原行き）

※ 以前は一宮市循環バス i-バス尾西南コース「二子駅東」バス停も設置されていたが、平成25年10月1日のダイヤ改正により廃止された。

## 利用状況
- 「移動等円滑化取組報告書」によると、2020年度の1日平均乗降人員は2,266人であった[11]。
- 『名鉄120年：近20年のあゆみ』によると2013年度当時の1日平均乗降人員は2,637人であり、この値は名鉄全駅（275駅）中161位、尾西線（22駅）中8位であった[12]。
- 『名古屋鉄道百年史』によると1992年度当時の1日平均乗降人員は1,974人であり、この値は岐阜市内線均一運賃区間内各駅（岐阜市内線・田神線・美濃町線徹明町駅 - 琴塚駅間）を除く名鉄全駅（342駅）中174位、尾西線（23駅）中9位であった[13]。
- 『愛知統計年鑑』によると1日平均の乗車人員は2010年度1,220人である。

## 隣の駅
名古屋鉄道
BS 尾西線（名鉄一宮〜津島）
萩原駅（BS09） - 二子駅（BS10） - 苅安賀駅（BS11）